# 张轶婵
张轶婵（1991年2月11日—）是一位中国女排运动员，司職主攻手。

## 生平
2006年9月，张轶婵进入上海女排一队。她曾參加2013年世界U23女子排球錦標賽以及2018年女子排球國家聯賽。 张轶婵曾擔任上海女排隊長，2021年出任深圳女排隊長。